# Thomas Teevan
Thomas Teevan (* 29. November 1902 in Bawnboy, County Cavan, Irland; † 19. Februar 1976 in Dublin) war kurzzeitiger Attorney General of Ireland (Generalstaatsanwalt) 1953/1954 und Richter am High Court von 1954 bis 1971.

## Biografie
Thomas Teevan wurde 1902 als zweiter Sohn des Landarztes Dr. Frank Teevan und seiner Frau Anne Teresa (O’Brien) geboren. Seinen Schulabschluss erwarb er in Dundalk im County Louth und studierte am University College Dublin Rechtswissenschaften. 1925 wurde er als Solicitor zugelassen. 1936 erfolgte die Zulassung als Barrister im Jahr 1936. 1946 wurde er zum Senior Counsel ernannt.
1948 versuchte er erfolglos, für die Fianna Fáil in den Dáil Éireann im Wahlkreis Dublin South West gewählt zu werden.
Am 11. Juli 1953 ernannte ihn Eamon de Valera zum Attorney General of Ireland. Er blieb in dem Amt bis zum 30. Januar 1954. Mit dem folgenden Tag wurde er Richter am High Court. 1971 trat er von diesem Amt wegen gesundheitlicher Probleme zurück und verstarb dann 1976 nach langer schwerer Krankheit.
Thomas Teevan war seit 1931 mit Gertrude McCall verheiratet, mit der zwei Söhne hatte. Sein Neffe ist der Moderator, Journalist und Schriftsteller Kevin Myers.